# Larry Robinson (astronomo)
| 18984 Olathe      | 2 settembre 2000  |
| 19019 Sunflower   | 17 settembre 2000 |
| 19857 Amandajane  | 19 ottobre 2000   |
| 20517 Judycrystal | 11 settembre 1999 |
| 24162 Askaci      | 17 novembre 1999  |
| 25890 Louisburg   | 3 novembre 2000   |
| 36445 Smalley     | 23 agosto 2000    |
| 41279 Trentman    | 8 dicembre 1999   |
| 41943 Fredrick    | 3 dicembre 2000   |
| (62134) 2000 SJ5  | 21 settembre 2000 |
| (77421) 2001 GB   | 1º aprile 2001    |
| (92061) 1999 WA8  | 29 novembre 1999  |
| (97467) 2000 CH33 | 5 febbraio 2000   |
| (98408) 2000 UD11 | 19 ottobre 2000   |
| (106748) 2000 XG2 | 3 dicembre 2000   |
| (108307) 2001 JK1 | 13 maggio 2001    |
| (153038) 2000 QT  | 23 agosto 2000    |

Larry Robinson (...) è un astronomo statunitense.
Robinson lavora all'osservatorio Sunflower di Olathe in Kansas. Il Minor Planet Center gli accredita la scoperta di diciassette asteroidi, effettuate tra il 1999 e il 2001.
Gli è stato dedicato l'asteroide 18873 Larryrobinson.